# Élections générales albertaines de 1935
L'élection générale albertaine de 1935 était la 8e élection générale dans la province canadienne de l'Alberta depuis sa création en 1905. Elle se déroule le 22 août 1935 afin d'élire les députés de la 8e législature à l'Assemblée législative de l'Alberta.

## Contexte
Le premier ministre John Edward Brownlee est amené à démissionner le 10 juin 1934 car il a eu une relation avec une jeune employée du bureau du procureur général. Cela nuit à la réputation des United Farmers of Alberta (UFA) auprès des Albertains conservateurs. Son nouveau chef, Richard Gavin Reid, ne réussit pas à faire recouvrir sa popularité à ce parti. Le conservatisme fiscal et le scandale lui fait perdre l'élection de 1935 face au nouveau Parti Crédit social de l'Alberta et son chef évangéliste William Aberhart. Tous les candidats UFA sont défaits. Le populisme économique et le conservatisme social chrétien d'Aberhart tranchent avec les faiblesses des UFA. Le Crédit social remporte 56 des 63 sièges à l'assemblée législative, et plus de 50 % des voix dans la province.
Le Parti libéral de l'Alberta fait campagne avec le slogan « le reste du Canada ne peut pas se tromper », en référence à la popularité du Parti libéral du Canada dans le reste du pays, et en paie le prix en perdant la moitié de leurs sièges.
Le taux de participation lors de cette élection dépasse les 80 % ; aucune élection depuis en Alberta ne s'est approchée de ce record.
La campagne électorale est considérée comme la plus négative de l'histoire de l'Alberta: de membres du parti Crédit social vandalisaient ouvertement les affiches électorales de leurs opposants et noyaient leurs discours en klaxonnant. Plusieurs tracts électoraux consistaient surtout en des attaques contre les autres partis.
Lorsque les résultats de l'élection de 1935 furent connus le Boston Globe titre « L'ALBERTA DEVIENT FOLLE ! ». Les historiens notent que cette élection entraina la plus grande alternance électorale d'Amérique du Nord.
L'élection marque le début de près de 40 années de gouvernement créditiste et 9 victoires électorales consécutives pour le Parti Crédit social de l'Alberta.

## Résultats
| Parti                      | Parti                      | Chef                     | # de candidats | Sièges | Sièges | Sièges  | Voix    | Voix    | Voix     |
| Parti                      | Parti                      | Chef                     | # de candidats | 1930   | Élus   | % Diff. | #       | %       | % Diff.  |
| -------------------------- | -------------------------- | ------------------------ | -------------- | ------ | ------ | ------- | ------- | ------- | -------- |
|                            | Crédit social              | William Aberhart         | 63             |        | 56     |         | 163 700 | 54,25 % |          |
|                            | Parti libéral de l'Alberta | William Howson           | 61             | 11     | 5      | -54,5 % | 69 845  | 23,14 % | -1,45 %  |
|                            | Conservateur               | David Milwyn Duggan      | 39             | 6      | 2      | -66,7 % | 19 358  | 6,41 %  | -8,44 %  |
|                            | United Farmers             | Richard G. Reid          | 45             | 39     | -      | -100 %  | 33 063  | 11,00 % | -28,41 % |
|                            | Communiste                 |                          | 9              |        | -      |         | 5 771   | 1,91 %  |          |
|                            | Ouvrier                    | Fred White               | 11             | 4      | -      | -100 %  | 5 086   | 1,68 %  | -5,95 %  |
|                            | Indépendant                | Indépendant              | 7              | 3      | -      | -100 %  | 2 740   | 0,90 %  | -12,62 % |
|                            | Libéral indépendant        | Libéral indépendant      | 1              |        | -      |         | 955     | 0,31 %  |          |
|                            | United Front               |                          | 1              |        | -      |         | 560     | 0,19 %  |          |
|                            | Conservateur indépendant   | Conservateur indépendant | 1              |        | -      |         | 258     | 0,08 %  |          |
|                            | Ouvrier indépendant        | Ouvrier indépendant      | 1              |        | -      |         | 224     | 0,07 %  |          |
|                            | Reconstruction économique  | Elsie Wright             | 1              |        | -      |         | 192     | 0,06 %  |          |
| Total                      | Total                      | Total                    | 240            | 63     | 63     | -       | 301 752 | 100 %   |          |
| Source : Elections Alberta |                            |                          |                |        |        |         |         |         |          |